# The Outwaters
The Outwaters ist ein Horror-Science-Fiction-Thriller von Robbie Banfitch. In dem Film, der sich des Found Footage als Erzählmethode bedient, begeben sich vier Freunde in die Mojave-Wüste, um dort ein Musikvideo zu drehen. Der Film feierte im Februar 2022 beim New Jersey Film Festival seine Premiere und soll im Februar 2023 in die US-Kinos kommen.

## Handlung

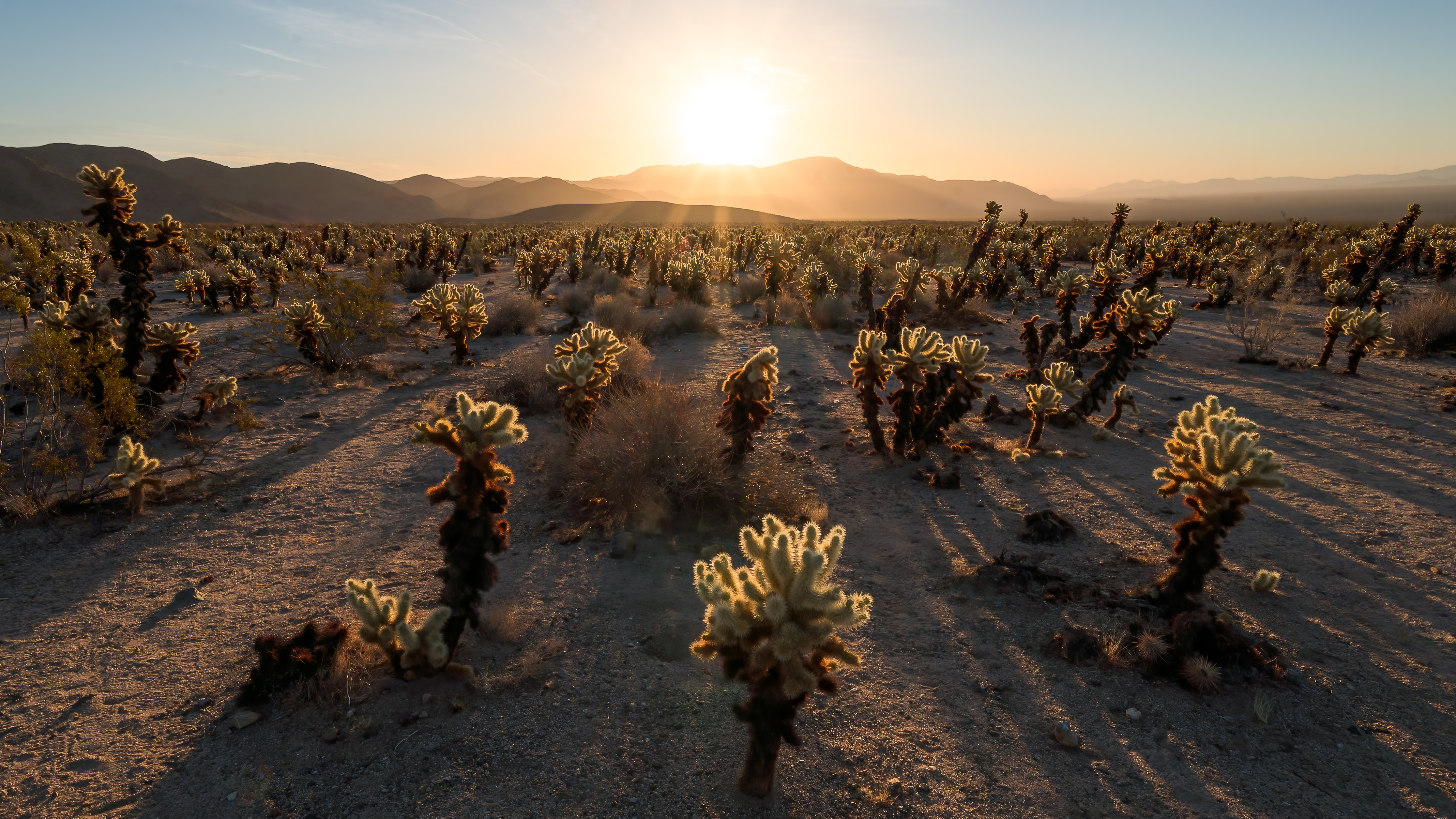
Robbie, Scott, Ange und Michelle wollten in der Mojave-Wüste ein Musikvideo drehen

Anfang des Jahres 2022 werden in der Mojave-Wüste drei Speicherkarten gefunden. Das darauf gespeicherte Ton- und Filmmaterial dokumentiert, was vier Freunde hier im August 2017 erlebten.
Weil Robbie ein Musikvideo für seine Bekannte Michelle drehen will, haben sie sich gemeinsam mit Robbies Bruder Scott und seiner Kindheitsfreundin Ange auf den Weg in die Mojave-Wüste gemacht. Das Video ist für ein Lied gedacht, das Michelles kürzlich verstorbene Mutter ihr einmal vorgesungen hat. Robbie will als Kameramann die majestätische Natur als Kulisse nutzen. Ange soll die Sängerin stylen.

## Produktion

### Regie, Drehbuch und Besetzung
Bei The Outwaters handelt es sich um Robbie Banfitchs Spielfilmdebüt. Auch seine vorherigen mittellangen Filme und Kurzfilme wiesen Mystery- oder Science-Fiction-Elemente auf. Der Film, der sich des Found Footage als Erzählmethode bedient, ist von einigen Vertretern dieses Subgenres inspiriert, insbesondere von The Blair Witch Project von Daniel Myrick und Eduardo Sánchez aus dem Jahr 1999, in dem drei Studenten beim Drehen eines Dokumentarfilms in den Wäldern von Burkittsville verschwinden und deren Filmaufnahmen ein Jahr später gefunden werden, aber auch von Willow Creek von Bobcat Goldthwait aus dem Jahr 2013. Zur Entscheidung für diese Erzählweise erklärte der Regisseur, durch Found Footage wollte er erreichen, dass sich die Figuren authentisch anfühlen und nicht so, als würden sie vorgeschriebene Texte von sich geben oder dumme Gespräche führen, die man sonst niemals führen würde. Er habe Willow Creek geliebt, so  Banfitch, und eine Regel innerhalb des Films sei gewesen, dass jede Szene in sich logisch sein musste, insbesondere das Betätigen der  Aufnahme- und Stopptaste in einer Situation. Ähnliches habe er bei The Outwaters versucht.
Der Regisseur selbst ist im Film auch in der Rolle von Robbie zu sehen. Scott Schamell spielt dessen Bruder Scott, Angela Basolis Robbies Freundin Ange und Michelle May die Sängerin Michelle August, die sie alle ins rechte Licht zu rücken versuchen. Banfitch arbeitete mit seinen Schauspielern ohne ein festes Drehbuch, sondern gab ihnen während der Dreharbeiten hin und wieder eine Dialogzeile. Die Ideen für die meisten Dialoge seien aber aus der jeweiligen Szene heraus entstanden.

### Filmmusik und Soundtrack
Die Filmmusik komponierte die Singer-Songwriterin Salem Belladonna, die für ihren elektronischen „creepy pop“ und „dark cabaret“ bekannt ist. Der Regisseur, der selbst Sänger und Musiker ist, schrieb ebenfalls einige Songs für den Soundtrack. Zudem verwendete er eine Spotify-Playlist für den Soundtrack bestehend aus Lieblingssongs von seinen Freunden und zwei Songs von seinem eigenen Lieblingskünstler Tim Eriksen.

### Marketing und Veröffentlichung
Die Premiere des Films erfolgte am 12. Februar 2022 beim New Jersey Film Festival. Im März 2022 wurde The Outwaters beim Unnamed Footage Festival und im April 2022 beim Panic Fest gezeigt. Der erste Trailer wurde im Januar 2023 vorgestellt. Am 9. Februar 2023 soll der Film in ausgewählte US-Kinos kommen und hiernach bei Sreambox veröffentlicht werden. Im Rahmen des European Film Market, der vor der Berlinale 2023 stattfindet, sicherte sich Blue Finch Films die internationalen Rechte und für Cinedigm die Rechte am Film für Nordamerika.

## Rezeption

### Kritiken
Von den bei Rotten Tomatoes aufgeführten Kritiken sind 74 Prozent positiv bei einer durchschnittlichen Bewertung mit 6,8 von 10 möglichen Punkten. Auf Metacritic erhielt der Film einen Metascore von 75 von 100 möglichen Punkten.

### Auszeichnungen
Unnamed Footage Festival 2022
- Auszeichnung als Bester Film mit dem Jury Award (Robbie Banfitch)[5]